# SN 2008ek
SN 2008ek – supernowa typu Ia odkryta 28 lipca 2008 roku w galaktyce IC1181. W momencie odkrycia miała maksymalną jasność 18,90m.